# کلوپاترا کولمن
کلئوپاترا کولمن (انگلیسی: Cleopatra Coleman؛ زادهٔ ۲۹ اکتبر ۱۹۸۷) هنرپیشه اهل استرالیا است. وی از سال ۲۰۰۴ میلادی تاکنون مشغول فعالیت بوده است.

## فیلم‌شناسی
| سال       | عنوان                     | نقش            | یادداشت‌ها                     |
| --------- | ------------------------- | -------------- | ----------------------------- |
| ۲۰۰۴      | سیلورسان                  | زندی بروکو     | نقش تکرارشونده                |
| ۲۰۰۵      | بلو هیلرز                 | اسکای کلارک    | قسمت ۱۲٫۸۸: «Sex Sells»       |
| ۲۰۰۵      | حمله سیبرتوث              | آلیس           | فیلم تلویزیونی                |
| ۲۰۰۵      | قهرمانان هالی             | استیسی         | ۲ قسمت                        |
| ۲۰۰۶      | علم بد ۲                  | اما هلمن       | ۸ قسمت                        |
| ۲۰۰۶–۲۰۰۷ | همسایگان                  | گلن فارست      | ۱۰ قسمت                       |
| ۲۰۰۸      | پرنسس فیل                 | کازما          | ۴ قسمت                        |
| ۲۰۰۹      | دایره جنایی               | سیان ریچی      | قسمت ۳٫۸: «Time of Your Life» |
| ۲۰۱۰      | یورش                      | جسیکا همیلتون  | ۱ قسمت                        |
| ۲۰۱۲      | استپ آپ: انقلاب           | دی جی پنه لوپه | فیلم                          |
| ۲۰۱۵      | کلینیک ترس                | مگان           | فیلم                          |
| ۲۰۱۵–۲۰۱۸ | آخرین مرد روی زمین        | اریکا داندی    | نقش اصلی                      |
| ۲۰۱۵      | کمدی بنگ! بنگ!            | کیتی           | ۱ قسمت                        |
| ۲۰۱۶      | چیزهای بهتر               | دکتر اوکویه    | قسمت: «Period»                |
| ۲۰۱۶      | ۱۰ رو بگیر                | صحرا           | فیلم اصلی نتفلیکس             |
| ۲۰۱۷      | سفید معروف                | سدی لوئیس      | نقش اصلی                      |
| ۲۰۱۸      | شناور                     | کلودیا         | همچنین فیلمنامه‌نویس           |
| ۲۰۱۹      | در سایه ماه               | رایا           | فیلم اصلی نتفلیکس             |
| ۲۰۱۹      | جیمز در برابر خود آینده‌اش | کورتنی         |                               |
| ۲۰۲۰      | بحث و جدل                 | ترینا          |                               |
| ۲۰۲۰      | نمایش اریک آندره          | خودش           | قسمت: «Bone TV»               |
| ۲۰۲۱      | گزینه درست                | سارا           | گادفری فیلم                   |
| ۲۰۲۱      | دوپسیک                    | گریس پل        | ۵ قسمت                        |
| TBA       | ماه سرکش                  |                | فیلمبرداری؛ فیلم اصلی نتفلیکس |
| ۲۰۲۳      | استخر بی‌انتها             | اِم فاستر       |                               |